# Sarah Kerrigan
Pour les articles homonymes, voir Kerrigan.
Sarah Louise Kerrigan, dite la Reine des Lames, est un personnage de fiction de la série de jeux vidéo et de romans StarCraft créé par Blizzard Entertainment. Imaginée par Chris Metzen et James Phinney, elle a été doublée par Glynnis Talken Campbell dans le jeu vidéo StarCraft et son extension Brood War, puis par Tricia Helfer dans StarCraft 2: Wings of Liberty, Heart of the Swarm et Legacy of the Void.
Kerrigan fait son apparition dans StarCraft dans lequel elle incarne d'abord une jeune femme de 26 ans appartenant à une faction Terran d'agents secrets et d'assassins disposant de pouvoirs psychiques, les Fantômes. Officiant sous les ordres d'Arcturus Mengsk, elle lutte aux côtés des Fils de Korhal contre le gouvernement autoritaire de la Confédération avant d'être capturée puis infestée par les Zergs. Transformée en Zerg grâce au bassin génétique originel, elle devient la Reine des Lames. Cette décision prise par le Maître Esprit afin d’échapper à l’emprise des Xel’naga sur lui. À la suite de la destruction de ce dernier, elle prend le contrôle des Zergs et cherche alors à étendre sa domination sur le secteur Koprulu. La vie de Kerrigan avant son infestation est décrite plus en détail dans les romans Uprising et La Bataille de Liberty, le roman La Reine des lames se focalisant sur sa vie après sa transformation.
Kerrigan fait partie des personnages principaux de la série StarCraft, son personnage ayant été salué par la presse pour sa crédibilité et sa profondeur, un sondage du site GameSpot publié en 2010 la désignant notamment comme le meilleur méchant de l'histoire du jeu vidéo.

## Histoire

### StarCraft
La première apparition de Sarah Kerrigan dans StarCraft a lieu au cours d'une mission de la première campagne du jeu dans laquelle elle est chargée par Arcturus Mengsk d'initier le soulèvement de la colonie Terran d'Antiga Prime en assassinant, avec l'aide de Jim Raynor, les officiers de la Confédération y opérant. En réponse, la Confédération ne tarde pas à imposer un blocus de la planète alors que celle-ci est envahie par les Zergs. Pour rompre le blocus, Mengsk ordonne alors à Kerrigan d'utiliser un émetteur-psi volé aux confédérés afin d'attirer les Zergs contre les forces de la Confédération. D'abord sceptique, Kerrigan exécute les ordres, permettant ainsi aux rebelles de s'échapper. Les Fils de Korhal lancent ensuite une attaque contre la capitale de la Confédération, la planète Tarsonis. Sans consulter ses officiers, Mengsk décide d'utiliser des émetteurs-psi pour attirer les Zergs sur la planète afin d'accélérer la chute de la Confédération. Les Zergs sont ensuite attaqués par les Protoss qui tentent de les arrêter, Kerrigan étant alors envoyés par Mengsk pour empêcher les Protoss d'interférer avec l'invasion des Zergs. Lors de l'opération, sa position est attaquée par les Zergs et, abandonnée par Mengsk, elle est capturée par les Zergs. Kerrigan est alors présumée morte et, dégouté, Jim Raynor déserte les Fils de Korhal.
Kerrigan n'est cependant pas morte et au début de la deuxième campagne du jeu, le joueur est chargé par le maître-esprit de protéger une chrysalide, se trouvant sur la planète Char, de laquelle émerge une Kerrigan transformée par l'ADN des Zergs. Attiré sur Char par des rêves psychiques que lui a envoyés Kerrigan pendant son incubation, Jim Raynor tente sans succès de la sauver mais est épargné par Kerrigan qui ne le voit pas comme une menace. Après s'être introduite dans un vaisseau scientifique Terran afin d'y inverser son conditionnement mental d'agent Ghost, Kerrigan parvient à détecter la présence du commandant de la flotte Protoss, Tassadar, sur Char. Celui-ci parvient à détourner l'attention de Kerrigan, permettant au templier noir Zeratul d'assassiner Zasz, l'un des commandants Zergs, grâce à des pouvoirs psioniques inconnus des Zergs. La mort de celui-ci désorganise les Zergs mais relie brièvement l’esprit de Zeratul à celui du maître-esprit qui apprend ainsi la localisation du monde natal des Protoss, Aïur. Le maître-esprit lance alors l'invasion de la planète Protoss, Kerrigan restant sur Char afin de retrouver Tassadar et Zeratul.

### Brood War
Kerrigan joue un rôle plus important dans le scénario de StarCraft: Brood War puisque après la destruction du maître-esprit par Tassadar, elle reprend son indépendance et s'efforce de prendre le contrôle de l'essaim Zerg. Pour cela, elle se rend d'abord sur le monde Protoss de Shakuras où elle informe Zeratul de la naissance sur Char d'un nouveau maître-esprit, poussant ainsi ce dernier à le détruire pour son compte. Elle s'allie également avec Samir Duran, celui-ci s'infiltrant au sein des forces du Directoire de la Fédération terrienne afin de les empêcher d'asservir les Zergs et de prendre le contrôle du secteur Koprulu. Ces derniers parviennent néanmoins à capturer le nouveau maître-esprit et Kerrigan utilise cette menace pour forger une alliance avec Mengsk, Raynor et les Protoss afin de lutter contre les terriens. Elle ne tarde cependant pas à trahir ses nouveaux alliés en attaquant les forces de Mengsk et de Raynor, provoquant d'importants dégâts. Accompagné par Duran, Kerrigan retourne ensuite sur Shakuras et enlève la matriarche Protoss Raszagal, l'utilisant comme otage pour forcer Zeratul à tuer le nouveau maître-esprit sur Char, ce qui lui permet de prendre le contrôle de l'ensemble des Zergs. Zeratul tente alors de sauver Raszagal avant de la tuer après avoir réalisé que son esprit a été détruit par le lavage de cerveau administré par Kerrigan. Surprise, cette dernière lui laisse la vie sauve avant de retourner sur Char. Elle doit alors faire face à une attaque simultanée de la flotte Protoss, des mercenaires de Mengsk et du reste de la flotte terrienne. Bien qu'en infériorité numérique, les forces de Kerrigan sortent victorieuses de l'affrontement, lui permettant de sécuriser son contrôle sur le secteur Koprulu.

### StarCraft II
Dans la campagne de StarCraft II, Kerrigan lance de nouvelles attaques contre les colonies du Dominion terran. Si ses motivations semblent au départ être la vengeance, le joueur découvre plus tard qu'elle recherche en fait les pièces d'un puissant artefact Xel'Naga. Une course contre la montre commence alors entre Kerrigan et James Raynor, alias Jim Raynor, celui-ci ayant décidé avec Tychus Findlay de rassembler les pièces de l'artefact par la fondation Moebius. Raynor apprend finalement de Valerian Mengsk, le fils d'Arcturus Mengsk, que l'artefact qu'il recherche a le pouvoir de rendre sa forme humaine à Kerrigan. Il apprend également de Zeratul que Kerrigan joue un rôle clé dans l'accomplissement d'une ancienne prophétie Xel'Naga et qu'elle doit à tout prix rester en vie. Ayant réuni les pièces de l'artefact, Raynor s'allie avec le Dominion et lance l'assaut contre la planète Char. Après avoir débarqué sur Char, Raynor et ses troupes parviennent à repousser les Zergs puis à rendre sa forme humaine à Kerrigan. Tychus révèle alors être à la solde d’Arcturus Mengsk et tente d'assassiner Kerrigan, forçant Raynor à la défendre et à tuer son ancien camarade.
Kerrigan est le personnage principal de l'extension StarCraft II: Heart of the Swarm, qui raconte la suite de sa destinée et de celle de l'essaim Zerg. Redevenue humaine, Kerrigan est amenée par Raynor dans un centre de recherche secret dirigé par Valerian, celui-ci cherchant à déterminer si elle est encore capable de contrôler les Zergs. Cependant, lors de tests sur une couveuse Zerg, Kerrigan parvient à envahir le centre de recherches de zerglings malgré les moyens de défenses mis en place par Valérian ainsi que ses interdictions de muter un bassin génétique. Au bout d’un certain temps elle s’enfuit en se lançant dans une chasse à Mengsk. Déterminée à se venger et n'ayant plus rien à perdre, elle se rend sur Char pour reprendre le contrôle des Zergs. Elle s’enfuit à bord d’un médivac et se pose sur un Léviathan (vaisseau de guerre Zerg). Elle prend alors le contrôle de tous les Zergs, notamment d’Abathur, un Zerg unique capable d’étudier les séquences et souches Zerg afin de les faire évoluer. Elle se rend ensuite sur Char. Là elle reprend le contrôle d’une couveuse et tente d’être chassée par une mère des couvées dénommée Zagara qui ne parvient pas à voir son ancienne reine. Kerrigan soumets donc cette dernière. 
La mère des couvées vient ensuite sur le vaisseau et Kerrigan cherche un moyen de redevenir Zerg car elle sait très bien que dans sa poursuite effrénée contre Mengsk, elle doit recouvrir ses pouvoirs. Pensive, elle perçoit alors une présence étrangère sur le Léviathan. Zeratul (templier noir Protoss). Après un bref combat il empoigne la tête de Kerrigan et lui fait voir une vision de la planète Zerus : la planète originelle des Zergs où se trouve le premier bassin génétique. Elle voit les Zergs primordiaux: Ils chassent, ils tuent, ils évoluent. Elle se rend donc sur la planète primitive Zerus où elle nourrit l’ancien avec de la biomasse d’huregore. Afin de l’en empêcher Brakk, un chef de meute primordial décide de détruire la biomasse afin d’empêcher le réveil de l’ancien, plus puissant Zerg de ce jour. Elle parvient à le réveiller et il lui indique comment reprendre sa forme Zerg. Le premier bassin génétique. C’est ici que la première larve Zerg est née. Elle s’enferme donc dans un cocon en confiant sa protection à Zagara sous les attaques de la couvée de Brakk. Elle se transforme ainsi en Zerg tout en conservant son libre arbitre. Apprenant ensuite de la part de Mengsk lui-même que Raynor est bel et bien vivant elle parvient à le sauver avec l'aide de Valérian et Matt Horner avant de se rendre dans un laboratoire du Dominion où sont produits les hybrides qu'elle redoute. Elle y rencontre Narud qui lui révèle être un serviteur d'un puissant Xel'Naga déchu nommé Amon, dont la venue est imminente. Après avoir tué Narud, Kerrigan se lance à l'assaut de Korhal et parvient finalement à renverser et à tuer l'empereur Arcturus Mengsk.

## Personnage

### Conception
Le personnage de Kerrigan a été créé par Chris Metzen et James Phinney, alors travaillant sur le développement de StarCraft pour Blizzard Entertainment, son apparence ayant été imaginée par Chris Metzen,. Ses concepteurs se sont notamment inspirés du personnage de Tanya Adams de la série Command and Conquer : Alerte rouge, le nom de Kerrigan venant de Nancy Kerrigan qui à l'époque était impliquée dans une querelle avec Tonya Harding. D'abord considérée comme un personnage secondaire, elle ne doit au départ apparaitre que dans un seul niveau de StarCraft. Les développeurs appréciant la tournure prise par le personnage, ils décident cependant de lui donner un rôle plus important dans le jeu. Après sa transformation en Zerg, Kerrigan s'autoproclame la Reine des lames, terme qui a été imaginé par les développeurs comme un titre honorifique. Pour Chris Metzen, la « lame » est en effet une arme conçue pour tailler l'ennemi en pièce, ce qui en fait un surnom adapté pour Kerrigan après la transformation qui fait d'elle l'un des meilleurs subordonnés du maître-esprit
Kerrigan est doublée par Glynnis Talken Campbell dans Starcraft et StarCraft: Brood War. Bien que celle-ci continue de prêter sa voix à l'héroïne dans plusieurs bandes annonce promotionnelles de StarCraft II et qu'elle confirme en 2007 qu'elle doublera à nouveau Kerrigan dans ce dernier, Blizzard Entertainment recrute finalement une nouvelle doubleuse et Campbell ne participe finalement pas au développement de ce nouvel opus. Dans StarCraft II: Wings of Liberty et Heart of the Swarm, Kerrigan est donc finalement doublée par Tricia Helfer,,. Le doublage en version française dans StarCraft II est assuré par Sophie Riffont.

### Description

#### Apparence
Avant sa transformation, Kerrigan est décrite comme une femme gracieuse mais mortelle, extrêmement agile et athlétique. Ses yeux sont vert jade et sa chevelure rouge, généralement coiffée en queue de cheval. Les traits du visage sont décrits comme étant trop forts pour être considérés comme beaux, mais comme frappants et appropriés à sa personnalité. Elle ne sort que rarement sans son armure, une combinaison moulante spécialement conçue pour les environnements hostiles et équipée d’un dispositif de camouflage personnel. Pendant ses périodes de repos, elle n'hésite cependant pas à enfiler une chemise souple et un pantalon de coton qu'elle porte avec une veste et des bottes de cuir. Il est cependant rare qu'elle sorte sans armes et est toujours équipée d'au moins un couteau de combat. Sa métamorphose se traduit par un changement radical de son apparence. Bien qu'elle conserve la même stature et les mêmes traits, elle est décrite comme ayant la peau vert marbré, recouverte d'une carapace de protection. Ses yeux deviennent jaune vif, par opposition à ses yeux verts naturels, et ses cheveux sont transformés en tiges segmentées rappelant des pattes d'insectes. Ses doigts disposent de griffes extensibles et une paire d'ailes squelettiques pousse sur son dos, celles-ci étant composées de pointes allongées et segmentées descendant jusqu'au niveau de ses genoux,. Elles lui servent d'armes de corps à corps, lui permettant de lacérer ses ennemis.

#### Caractère
Ayant été intégrée au programme de formation des Ghost confédéré dès son plus jeune âge du fait de son potentiel, Kerrigan est décrite comme une jeune femme n'ayant jamais eu la chance de connaître une vie normale dans le manuel de StarCraft. Son entrainement rigoureux et l'utilisation d'implants neuraux pour contrôler ses pouvoirs psychiques la rendent distante et introvertie. Malgré cela, Kerrigan fait preuve de courage et d'audace et se révèle être une stratège efficace. Elle est également décrit comme un personnage moralement bon, notamment dans son opposition avec Arcturus Mengsk lorsque celui-ci décide d'utiliser les Zergs pour combattre la Confédération. Après sa transformation, Kerrigan est cependant libérée de ses inhibitions et de son conditionnement neural, faisant remonter à la surface son côté sombre (même si le scénario de Heart of the Swarm implique qu'au moins une partie de sa vilenie soit due à l'influence d'Amon). Son attitude, combinée à son intelligence naturelle, la rendent calculatrice et manipulatrice. Son ancienne sensibilité morale refait néanmoins surface lorsque à la fin de la campagne Zerg de Brood War, elle avoue se sentir lasse des massacres effectués depuis sa transformation. Sa métamorphose la rend également plus agressive et elle prend goût au combat rapproché, évolution illustrée par une des scènes du roman La Reine des lames  dans laquelle commence distraitement à lécher le sang de ses victimes sur ses doigts.

## Critique et analyse
Après la sortie de StarCraft puis de StarCraft: Brood War, le personnage de Kerrigan s'impose comme un personnage mémorable, la presse spécialisée la désignant régulièrement comme l'un des meilleurs méchants de jeu vidéo. Ainsi, le test de StarCraft publié par le site IGN en 2000 met en avant l’« inoubliable » évolution de cette dernière tout au long du jeu et juge sa transformation « effrayante ». En 2006, Kerrigan apparaît en cinquième position du classement des « méchants de jeu vidéo les plus mémorables » publié par le même site, la critique listant les exploits réalisés par cette dernière après sa transformation qui incluent notamment la prise de contrôle des Zergs, la destruction de plusieurs mondes et la trahison de ses alliés. En 2007, elle est incluse dans la liste des cinquante meilleurs personnages féminins de l’histoire du jeu vidéo publié par le site Jeuxvideo.fr, un des auteurs du classement expliquant que sa personnalité « sexy, sinistre et sympathique » font d’elle un des personnages les plus fascinants, complexes et mémorables de tous les temps.
Après la sortie de StarCraft II en 2010, un sondage organisé par le site GameSpot la désigne comme le meilleur méchant de l’histoire du jeu vidéo. En 2011 puis en 2012, elle apparaît à la deuxième puis à la première place du classement des femmes les plus diaboliques de l’univers du jeu vidéo publié par le magazine Complex,. Le même magazine la classe également à la 16e position de son classement des méchants de jeu vidéo les plus cools. Toujours en 2012, elle est aussi classée 23e du classement des personnages féminins fictifs les plus « hots » de l’année par le site UGO.com et le site Cheat Code Central l’inclut dans sa liste des dix femmes les plus méchantes du jeu vidéo. En 2013, la journaliste Liz Lanier du magazine Game Informer inclut Kerrigan dans son top 10 des meilleurs antagonistes féminins de jeu vidéo en expliquant qu'elle est « aussi brutale qu'incomprise » et qu'avec sa capacité rare à être en même temps impitoyable et sympathique, la Reines des lames est « un méchant inoubliable ». De la même manière, le site GamesRadar+ fait l'éloge du rôle d'antagoniste de Kerrigan en l'incluant à la 20e place de son classement des meilleurs méchants de l'histoire du jeu vidéo. Le couple formé par Kerrigan et Jim Raynor est également salué par les critiques, le site Cheat Code Central l’incluant dans sa liste des « couples les plus stylés » et décrivant leur relation comme l’une des plus rock and roll de l’univers des jeux vidéo.

## Adaptations

### Romans
Kerrigan est le personnage principal de plusieurs romans basés sur l'univers de StarCraft et donnant notamment des informations sur la vie de Kerrigan avant les événements racontés dans StarCraft. Le roman Uprising raconte ainsi son entrainement de Ghost, au sein des forces de la Confédération, au cours duquel elle est soumise à d'intenses violences psychologiques de la part de son formateur. Le roman révèle également qu'au cours de son enfance, un accident, probablement causé par ses pouvoirs psychiques, a tué sa mère et transformé son père en légume. Kerrigan est donc d'abord terrifiée à l'idée d'utiliser ses pouvoirs et refusent d'en faire la démonstration à son formateur malgré les menaces de ce dernier,. Pour maîtriser ses pouvoirs, la Confédération décide finalement de lui greffer des implants neuraux et elle devient un assassin confédéré jusqu’à ce qu'elle soit délivré par Arcturus Mengsk.
Les romans La Bataille de Liberty et La Reine des lames retracent respectivement l'histoire de Kerrigan au cours de StarCraft et StarCraft II . Le premier se focalise sur sa relation avec Jim Raynor alors que le second se concentre sur sa transformation en Zerg, sur la perte de ses inhibitions et de sa morale et sur l'effet de sa métamorphose sur ses relations avec Raynor,.
Kerrigan apparaît aussi brièvement dans le roman La Tempête, se déroulant entre StarCraft et Brood War, dans lequel elle tente, sans succès, de s'approprier un artefact Xel'naga sur la colonie indépendante du monde de Bhekar Ro. Elle apparaît également dans le roman Chasseurs de l'ombre, deuxième volet de La Saga du templier noir, une trilogie racontant les événements précédant StarCraft II. Dans celui-ci, Kerrigan lance une attaque contre le Dominion après avoir détecté une activité humaine causée par le principal protagoniste de l'histoire, Jake Ramsey. Cette attaque étant la première depuis de longues années, elle inquiète profondément Arcturus Mengsk qui se demande alors ce qui se cache derrière celle-ci.

### Télévision et Musique
Dans l'épisode Spooked de la huitième saison de The Office, le personnage de Dwight Schrute se déguise en Kerrigan pour une fête d'halloween.
La chanson "Queen Of Blades", présente sur le 3e album du groupe de Death Mélodique suédois Avatar est un hommage à Sarah Kerrigan. Le clip de Queen of Blades est publié le 4 janvier 2010 sur le compte YouTube du groupe et sera partagé par Blizzard Entertainement sur les réseaux sociaux.

### Autres jeux vidéo
Kerrigan est également un des héros disponibles dans le jeu vidéo Heroes of the Storm.